# Batote (Serbia)
Batote (en serbio cirílico : Батоте) es un pueblo de Serbia, situado en el municipio de Brus, en el distrito de Rasina. En el censo de 2011 contaba con 345 habitantes.

## Demografía
| 1948 | 1953 | 1961 | 1971 | 1981 | 1991 | 2002 | 2011 |
| ---- | ---- | ---- | ---- | ---- | ---- | ---- | ---- |
| 1007 | 1099 | 112  | 1070 | 918  | 699  | 317  | 345  |